# 波吕斐摩斯

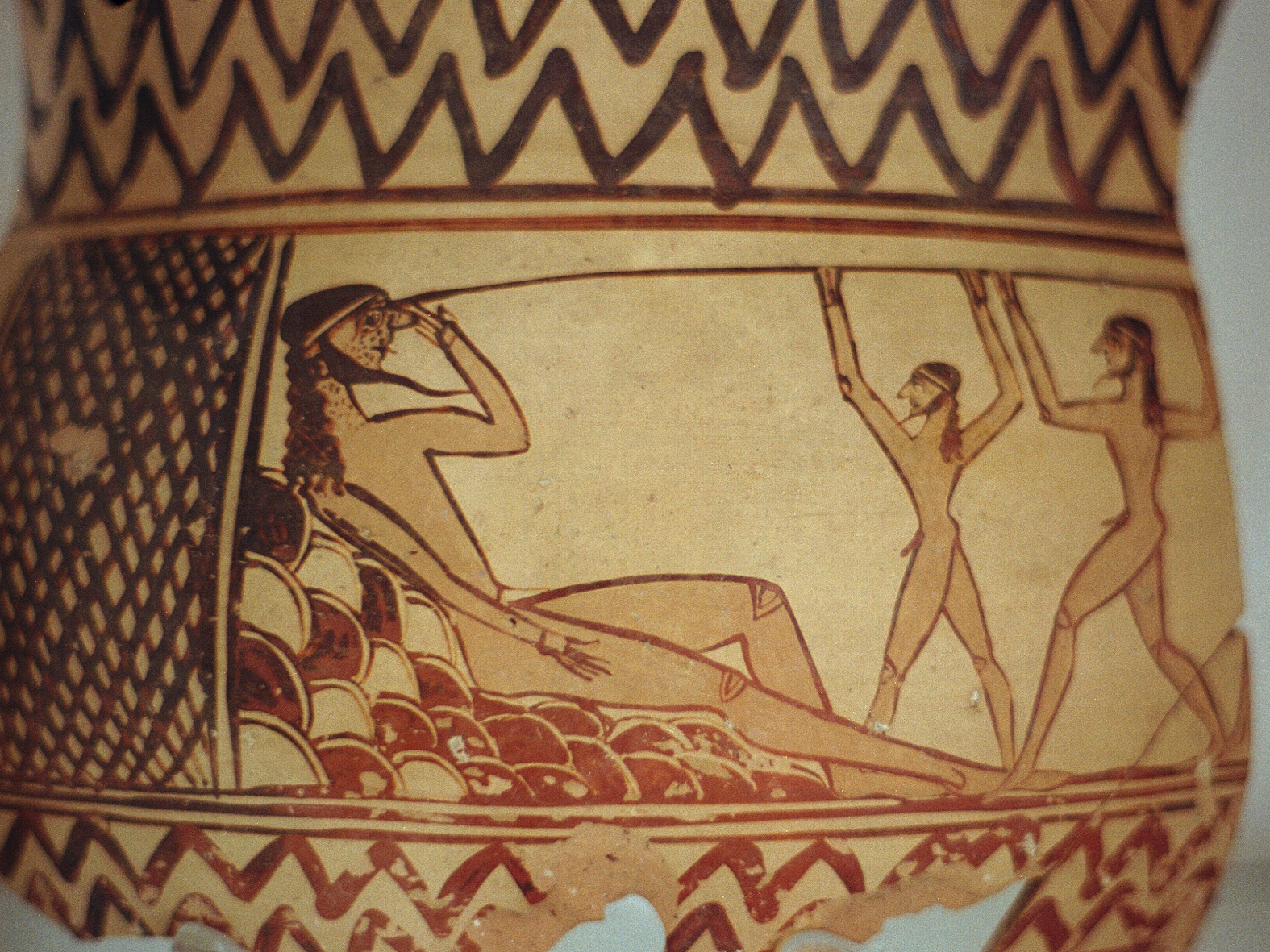
独眼巨人波吕斐摩斯

波吕斐摩斯（希臘語：Πολύφημος，意思為“著名的”），是希臘神話中吃人的獨眼巨人，為海神波塞頓和海仙女托俄薩之子。在荷馬的史詩《奥德賽》中，波吕斐摩斯扮演著相當重要的角色。此外，還有他與海仙女葛拉蒂之間流傳的愛情故事。

## 《奥德賽》中的傳說
在荷馬的史詩《奧德賽》故事中，經歷過特洛伊十年戰爭的英雄奥德修斯於回家途中停泊獨眼巨人聚居的西西里島。他帶着12個希臘人為了尋找補給來到一个巨大的洞穴，那裡正是波吕斐摩斯的巢穴。

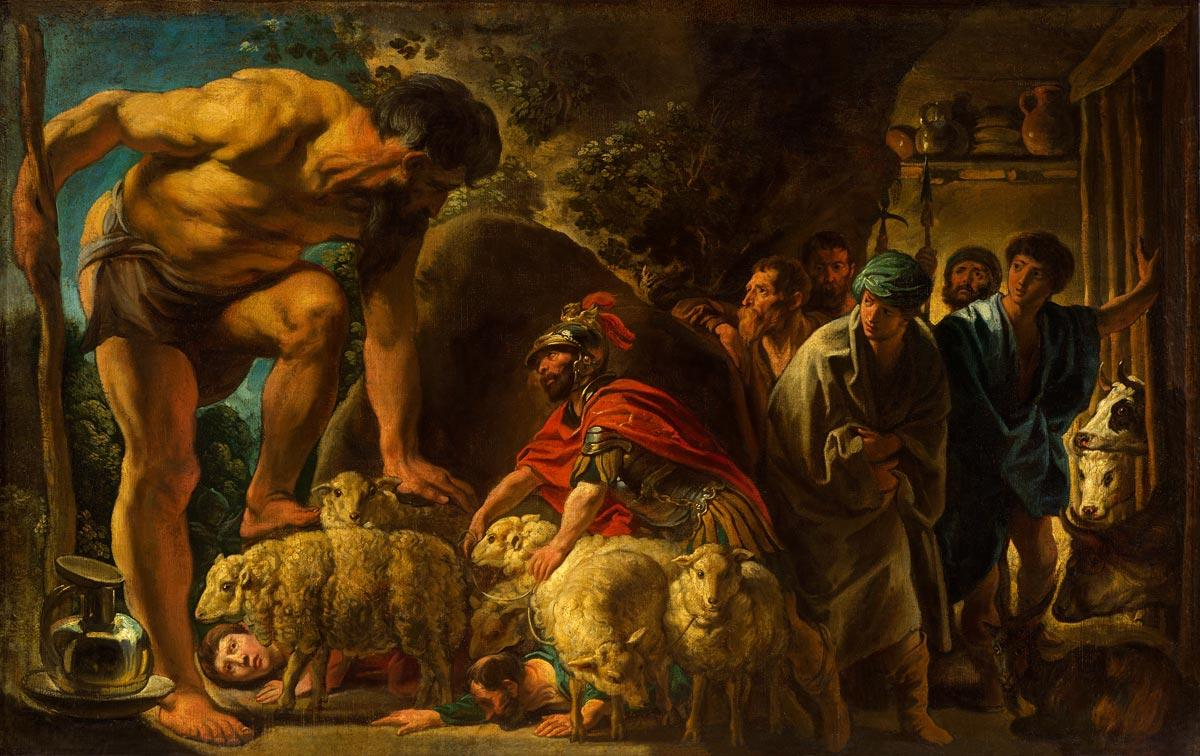
奥德修斯在波吕斐摩斯的洞穴 雅各布·乔登斯作品

波吕斐摩斯回洞後發現了奥德修斯一群人，立刻用巨石堵住洞口，随后残暴地摔死和吞食了其中幾個人。奥德修斯悲痛萬分之下想到一個逃走計畫，他把没有勾兑的烈性葡萄酒给波吕斐摩斯喝，並告訴他自己的名字叫“没有人”(ουτις)。奥德修斯乘著波吕斐摩斯醉酒熟睡，带着剩下的人把巨人當作武器的橄欖樹樁削尖磨銳，然後由幾個人一起舉起插入波吕斐摩斯的獨眼。失去眼睛的波吕斐摩斯大聲痛呼，希望島上其他獨眼巨人來幫忙，但他呼喊的“没有人攻擊我”只被當成玩笑，因此沒有其他獨眼巨人前來幫忙。 
第二天，波吕斐摩斯和往常一樣把他洞里眷養的大羊放出洞外吃草，在洞口他一一摸着羊的脊背，以防止奥德修斯等人偷偷騎羊逃走，但奥德修斯和他的手下還是藏在羊的肚子下面安全逃出。回到船上的奥德修斯大聲嘲笑波吕斐摩斯“沒有人沒有傷害你，傷害你的是奥德修斯”，這一傲慢的舉動為他招來了後來的不幸。波吕斐摩斯向他的父親波塞頓祈禱，要求報復奥德修斯，波塞頓喚起巨浪和大風，將奥德修斯的船吹離了歸返的航線，以至於後面遭遇了更多艱險旅程。

## 《变形记》及其他的传说

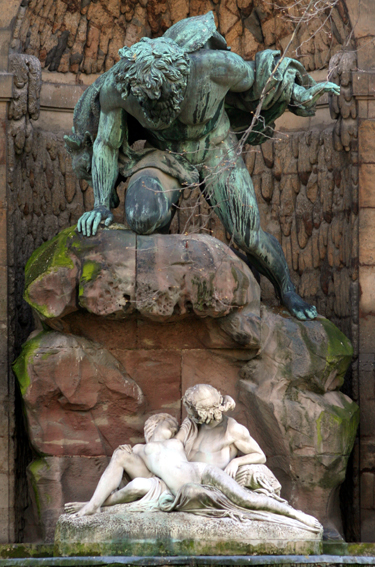
波吕斐摩斯突袭伽拉忒亚和阿喀斯, Auguste Ottin（1866）

在奥维德的《变形记》及其他记载中，波吕斐摩斯还作为海仙女伽拉忒亚的追求者出现，他深深爱上了伽拉忒亚，向她歌唱求爱，向她奉送乳酪、牛奶和鲜果，但遭到鄙弃。当他发现伽拉忒亚和西西里的年轻人阿喀斯（Άκις）相拥着在一起时，用巨石砸死了他的情敌。在神的怜悯下，阿喀斯成为泉水神，化作了西西里的河流（Acis river）。
另有说法波吕斐摩斯和伽拉忒亚生活在一起，他们生下了一个儿子伽拉托斯（Galatos），后来成为小亚细亚加拉太人的国王，该国即因之得名。